# Lucy Fiamma
Lucy Fiamma este un personaj al romanului Manuscrisul Anonim. Lucy este unul dintre cei mai importanți agenți literari din SUA, având însă un caracter dificil.